# German Open (Badminton)/Dameneinzel
Folgend die Sieger und Finalisten der German Open im Badminton im Dameneinzel.
| Jahr      | Sieger                | Finalist                 | Ergebnis            |
| --------- | --------------------- | ------------------------ | ------------------- |
| 1955      | Hanne Jensen          | Annelise Hansen          | 1-11, 11–2, 11–2    |
| 1956      | Inger Kjærgaard       | Hanne Roest              | 11-9, 11-6          |
| 1957      | Inger Kjærgaard       | Hanne Jensen             | 11–4, 11–9          |
| 1958      | Gisela Ellermann      | Hannelore Schmidt        | 11–6, 11–7          |
| 1959      | Aase Schiøtt Jacobsen | Agnete Friis             | 12–10, 11–1         |
| 1960      | Eva Pettersson        | Karin Rasmussen          | 4–11, 11–1, 11–5    |
| 1961      | Judy Hashman          | Sonia Cox                | 11-1, 11-3          |
| 1962      | Judy Hashman          | Tonny Holst-Christensen  | 11-2, 11-3          |
| 1963      | Judy Hashman          | Ulla Rasmussen           | 12-10, 12-9         |
| 1964      | Judy Hashman          | Ulla Rasmussen           | 11-2, 11-3          |
| 1965      | Ursula Smith          | Irmgard Latz             | 7-11, 11-3, 11-2    |
| 1966      | Irmgard Latz          | Eva Twedberg             | 11-8, 8-11, 12-9    |
| 1967      | Eva Twedberg          | Ulla Strand              | 11-2, 11-6          |
| 1968      | Eva Twedberg          | Irmgard Latz             | 11-6, 9-11, 11-3    |
| 1969      | Anne Flindt           | Eva Twedberg             | 11-6, 11-4          |
| 1970      | nicht ausgetragen     | nicht ausgetragen        | nicht ausgetragen   |
| 1971      | Eva Twedberg          | Irmgard Gerlatzka        | 11-3, 11-4          |
| 1972      | Eva Twedberg          | Irmgard Gerlatzka        | 11-6, 11-4          |
| 1973      | Eva Twedberg          | Imre Rietveld Nielsen    | 11-7, 11-8          |
| 1974      | Margaret Beck         | Joke van Beusekom        | 11-1, 11-4          |
| 1975      | Joke van Beusekom     | Brigitte Steden          | 11–7, 3–11, 11–4    |
| 1976      | Gillian Gilks         | Lene Køppen              | 5-11, 11-6, 11-6    |
| 1977      | Margaret Lockwood     | Brigitte Steden          | 11-7, 11-3          |
| 1978      | Jane Webster          | Marjan Ridder            | 11-3, 12-11         |
| 1979      | nicht ausgetragen     | nicht ausgetragen        | nicht ausgetragen   |
| 1980      | Pia Nielsen           | Sally Leadbeater         | 11–7, 7–11, 11–2    |
| 1981      | Hiroe Yuki            | Sally Leadbeater         | 12-11, 11-9         |
| 1982      | Wu Dixi               | Kirsten Larsen           | 11-9, 11-3          |
| 1983      | Nettie Nielsen        | Kirsten Larsen           | 11–12, 11–3, 11–4   |
| 1984      | Karen Beckman         | Helen Troke              | 9-12, 12-10, 11-6   |
| 1985      | Qian Ping             | Zheng Yuli               | 3-1, Aufgabe        |
| 1986      | Kim Yun-ja            | Helen Troke              | 11-1, 8-11, 12-10   |
| 1987      | Qian Ping             | Charlotte Hattens        | 11-0, 11-2          |
| 1988      | Han Aiping            | Kirsten Larsen           | 11-8, 11-9          |
| 1989      | Helen Troke           | Pernille Nedergaard      | 4–11, 11–8, 11–7    |
| 1990      | Pernille Nedergaard   | Camilla Martin           | 12–9, 11–8          |
| 1991      | Huang Hua             | Pernille Nedergaard      | 11–1, 6–11, 11–7    |
| 1992      | Susi Susanti          | Sarwendah Kusumawardhani | 11–7, 10–12, 11–8   |
| 1993      | Susi Susanti          | Ye Zhaoying              | 11–6, 11–8          |
| 1994      | Lim Xiaoqing          | Dai Yun                  | 12–10, 11–4         |
| 1995      | Camilla Martin        | Mia Audina               | 11–6, 11–6          |
| 1996      | Yao Jie               | Margit Borg              | 11–1, 11–0          |
| 1997      | Camilla Martin        | Marina Andrievskaia      | 11–7, 11–2          |
| 1998      | nicht ausgetragen     | nicht ausgetragen        | nicht ausgetragen   |
| 1999      | Tang Chunyu           | Marina Andrievskaia      | 7–11, 11–6, 11–2    |
| 2000      | Dong Fang             | Hu Ting                  | 11–6, 11–3          |
| 2001      | Pi Hongyan            | Elena Nozdran            | 7–1, 7–5, 7–2       |
| 2002      | Pi Hongyan            | Yao Jie                  | 4–11, 11–9, 11–7    |
| 2003      | Zhang Ning            | Camilla Martin           | 11–7, 11–3          |
| 2004      | Xie Xingfang          | Xu Huaiwen               | 9–11, 11–6, 11–7    |
| 2005      | Xie Xingfang          | Zhang Ning               | 11–5, 11–4          |
| 2006      | Zhang Ning            | Lu Lan                   | 11–8, 11–3          |
| 2007      | Xie Xingfang          | Xu Huaiwen               | 19-21, 21-12, 21-19 |
| 2008      | Jun Jae-youn          | Wang Yihan               | 25-23, 21-10        |
| 2009      | Wang Yihan            | Zhu Lin                  | 20-22, 21-13, 21-11 |
| 2010      | Wang Xin              | Juliane Schenk           | 21-17, 21-18        |
| 2011      | Liu Xin               | Ayane Kurihara           | 21-13, 15-21, 21-9  |
| 2012      | Li Xuerui             | Juliane Schenk           | 21-19, 21-16        |
| 2013      | Wang Yihan            | Juliane Schenk           | 21-14, 21-13        |
| 2014      | Sayaka Takahashi      | Sung Ji-hyun             | 21-17, 8-21, 21-12  |
| 2015      | Sung Ji-hyun          | Carolina Marín           | 21-15, 14-21, 21-6  |
| 2016      | Li Xuerui             | Wang Shixian             | 21-14, 21-17        |
| 2017      | Akane Yamaguchi       | Carolina Marín           | w.o.                |
| 2018      | Akane Yamaguchi       | Chen Yufei               | 21-19, 6-21, 21-12  |
| 2019      | Akane Yamaguchi       | Ratchanok Intanon        | 16-21, 21-14, 25-23 |
| 2020 2021 | nicht ausgetragen     | nicht ausgetragen        | nicht ausgetragen   |
| 2022      | He Bingjiao           | Chen Yufei               | 21-14, 27-25        |
| 2023      | Akane Yamaguchi       | An Se-young              | 21-11, 21-14        |
| 2024      | Mia Blichfeldt        | Nguyễn Thùy Linh         | 21-11, 21-9         |